# Clare College
El Clare College es uno de los colleges que constituyen la Universidad de Cambridge, es el segundo college más antiguo de la universidad después de Peterhouse, Cambridge.
El Clare es famoso por su coro y por sus jardines, que forman parte de lo que se llama los Backs, es decir, la parte trasera de los colleges que dan al Río Cam. El actual Director es Anthony (Tony) J. Badger, profesor de Historia Americana.

## Historia

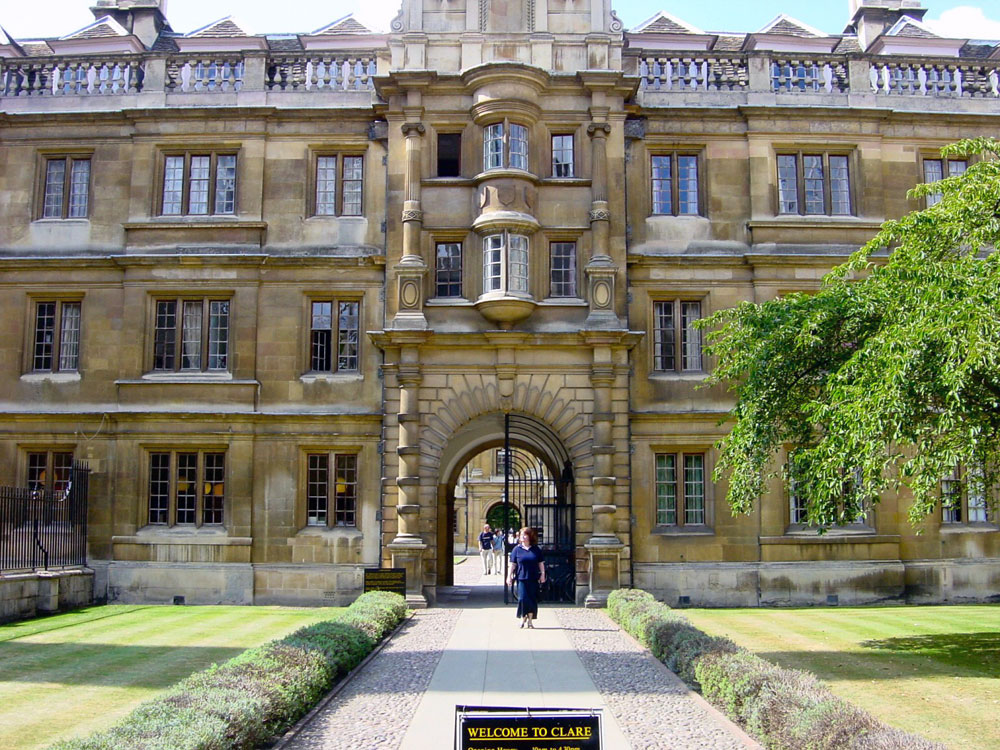
Fachada del Old Court.

El college fue fundado en 1326 por el Canciller de la Universidad, Richard de Badew, y se le llamó University Hall. Se le proporcionó mantenimiento sólo para dos profesores, pero pronto se encontró con dificultades financieras. En 1338, el college fue refundado como Clare Hall, gracias a una dotación de Elizabeth de Clare, una nieta de Eduardo I, que le proporcionó 20 profesores y 10 estudiantes.
Al college se le conoció como Clare Hall hasta 1856, cuando cambió su nombre por el de Clare College. Se creó un Clare Hall como institución para estudiantes de postgrado en el año 1966.
El Clare’s Old Court, que se encuadra con la Capilla del King’s College como lado izquierdo, es una de las más famosas vistas arquitectónicas de Inglaterra, fue construido entre 1638 y 1715, con una gran interrupción debida a la Revolución inglesa. Este periodo se extiende durante la llegada del clasicismo a la corriente arquitectónica principal británica. Su avance puede verse en las marcadas diferencias entre el ala más antigua al norte, que aún tiene la bóveda y otras características de la tradición ininterrumpida del gótico inglés; y el último bloque al sur, que muestra una muestra un estilo clásico plenamente articulado.
La capilla del college fue construida en 1763, y diseñada por James Burrogh. Su retablo es la Anunciación de Cipriani.

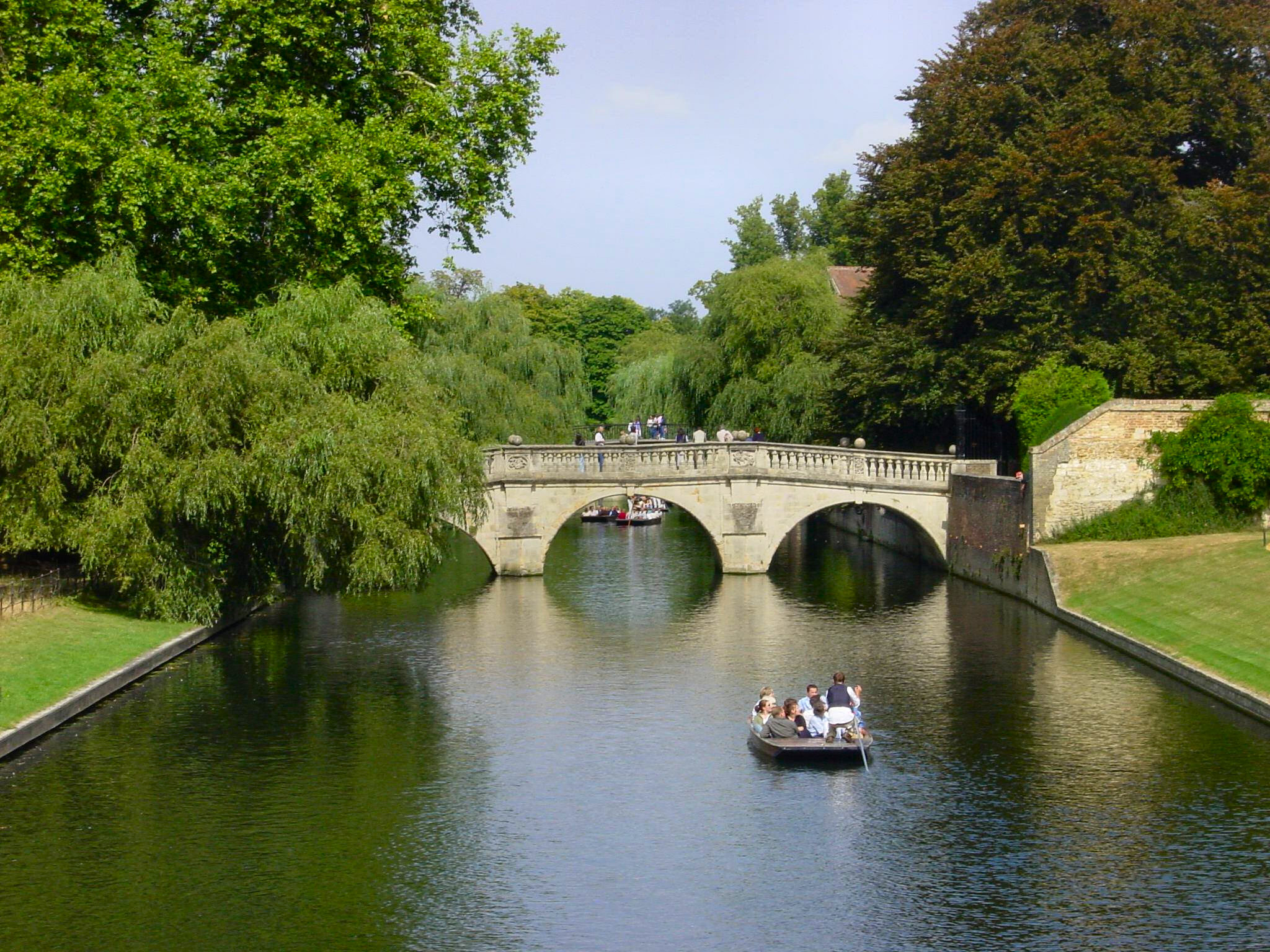
Puente de Clare.

El college tiene un puente sobre el río que ha sido muy fotografiado, que tiene 14 esferas que lo decoran. A una de ellas le falta una sección. Hay muchas historias circulando sobre este tema - la más conocida por los miembros del colleges, es la que dice que el constructor original del puente, tras no ser pagado completamente por su trabajo, retiró este segmento como parte equivalente a lo que no había cobrado. Una explicación más probable es que una cuña de cemente que se introdujo en la bola como parte de un trabajo de reparación se perdió y cayó al río, se supone que todavía yace en el fondo del río. El puente es el más antiguo de los actuales puentes de Cambridge.

## Vida en el college
Al Clare se le conoce como un college progresista y liberal. En 1972 se convirtió en uno de los tres colleges de Cambridge que admitieron a mujeres. El Clare ha continuado con esta tradición y ha ganado numerosos elogios por la transparencia en su proceso de admisión de estudiantes.
El Clare es conocido como un de los colleges más musicales de Cambridge. Su coro es internacionalmente reconocido y ha actuado por todo el mundo. Muchos de los estudiantes del Clare tocan algún instrumento, y la orquesta del College (Clare College Music Society (CCMS) Archivado el 10 de diciembre de 2007 en Wayback Machine.) es muy conocida. El Clare celebra las noches del jazz y del Drum and bass, en sus bodegas.

## Alumnos famosos
- Hugh Latimer (1485-1555), Obispo de Worcester
- William Whiston (1667-1752), teólogo, historiador y matemático
- Thomas Pelham-Holles, primer Duque de Newcastle (1693-1768), primer ministro del Reino Unido
- William Whitehead (1715-1785), poeta y dramaturgo
- Thomas Townshend, 1.er Vizconde Sidney (1732-1800), político
- Charles Cornwallis, I marqués de Cornwallis (1738-1805), oficial de la Armada Británica
- Sabine Baring-Gould (1834-1924), hagiógrafo, anticuario y novelista
- Siegfried Sassoon (1886-1967), poeta
- David Attenborough (1926-), naturalista
- James Dewey Watson (1928-), biólogo molecular
- Andrew Wiles (1953-), matemático
- Kwame Anthony Appiah (1954-), filósofo ghanés